# Lago de Sélingué

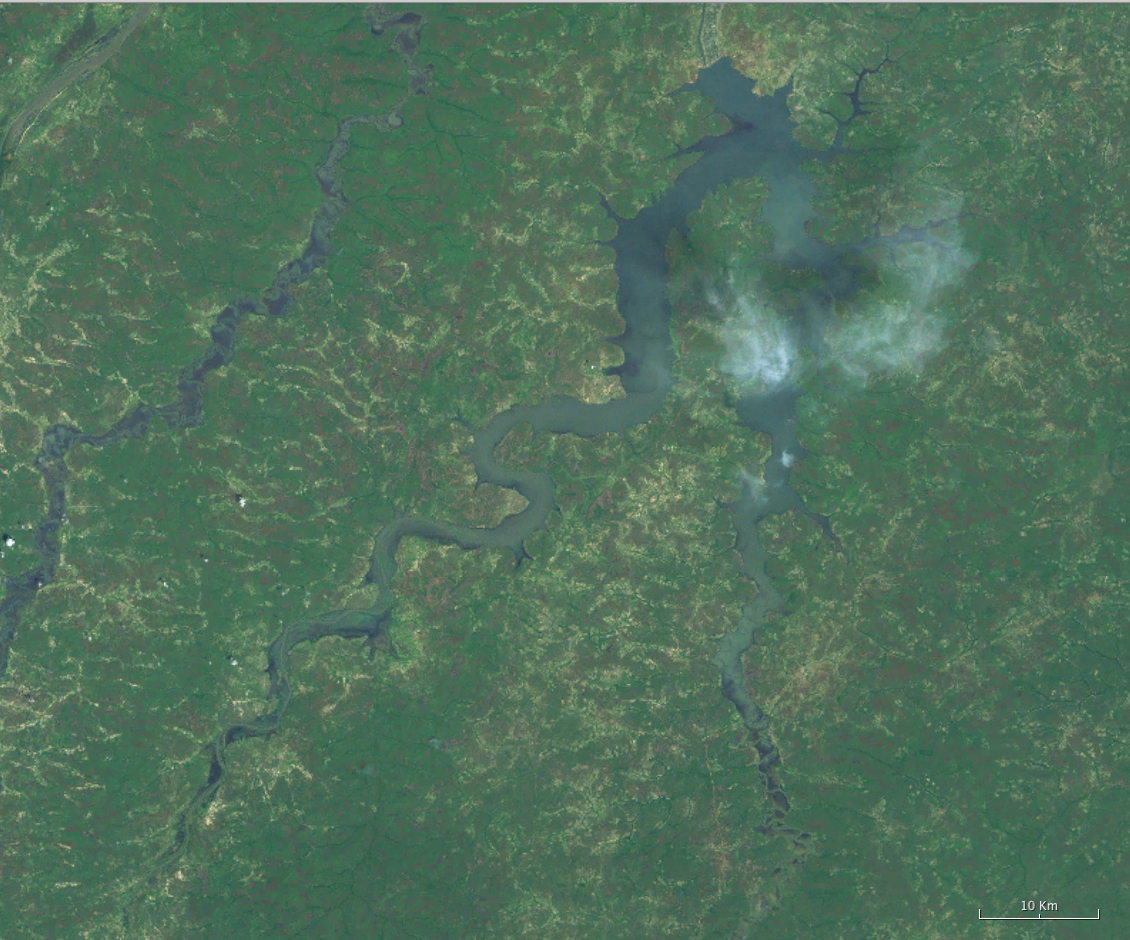
Vista de satélite del lago de Sélingué.

El lago de Sélingué (del francés: Lac de Sélingué) es un lago artificial o embalse formado en el río Sankarani por la represa hidroeléctrica de Sélingué. La presa y el embalse están en la región de Sikasso de Malí y su brazo suroeste forma parte de la frontera con Guinea.
La presa, construida en 1979-1982, tiene una superficie embalsada de 409 km² (la segunda mayor de Malí, después del lago Manantali creado por la construcción de la presa de Manantali en 1988).
El nivel del lago Sélingué sube y baja según sea la estación lluviosa o seca, permitiendo la agricultura en los perímetros irrigados, gestionado por la Oficina de Desarrollo Rural de Sélingué, así como la pesca. Desde su creación, numerosas comunidades han crecido a lo largo del lago, siendo las dos mayores las localidades de La Carrière y Faraba. La pesca en el lago proporciona empleo a más de 8.000 personas en las diversas comunidades de pescadores, con una captura anual de alrededor de 4.000 toneladas.  La mayoría del pescado disponible en la capital del país, Bamako, a unos 130 m de la presa, provienen del lago Selingue.